# Cnemarchus erythropygius
A Cnemarchus erythropygius a madarak (Aves) osztályának a verébalakúak (Passeriformes) rendjébe a királygébicsfélék (Tyrannidae) családjába tartozó Cnemarchus nem egyetlen faja.

## Rendszerezése
A fajt Philip Lutley Sclater angol ügyvéd és zoológus írta le 1853-ban, a Taenioptera nembe Taenioptera erythropygia néven. Sorolták a Myiotheretes nembe Myiotheretes erythropygius néven is.

## Alfajai
- Cnemarchus erythropygius erythropygius (Sclater, 1853)
- Cnemarchus erythropygius orinomus Wetmore, 1946

## Előfordulása
Az Andokban, Bolívia, Kolumbia, Ecuador és Peru területén honos. Természetes élőhelyei a szubtrópusi és trópusi hegyi esőerdők, gyepek és cserjések. Állandó, nem vonuló faj.

## Megjelenése
Testhossza 23 centiméter.

## Természetvédelmi helyzete
Az elterjedési területe nagyon nagy, egyedszáma pedig stabil. A Természetvédelmi Világszövetség Vörös listáján nem fenyegetett fajként szerepel.